# Manuel Rueda García
 Manuel Rueda García (San Fernando, 2 januari 1980) is een Spaans profvoetballer, beter bekend onder de naam Rueda.  In juli 2012 tekende hij zijn voorlopig laatste contract bij FC Cartagena.

## Loopbaan
Hij begon zijn carrière in de nationale reeksen tijdens het seizoen 1999-2001 bij de B-ploeg van RCD Mallorca, een ploeg spelend in de Segunda División B.
Na twee seizoenen zette hij een stapje terug naar Caravaca Club de Fútbol, een ploeg uit de Tercera División.    Bij deze ploeg speelde hij enkel tijdens het seizoen 2001-2002.
Daarna stapte hij over naar een reeks- en streekgenoot uit Murcia, Águilas CF.  Hij verbleef er vier seizoenen.  Tijdens het derde seizoen 2004-2005 kende de ploeg een groot succes met een kampioenstitel in de reguliere competitie en dwong de ploeg de promotie af.  Rueda volgde de ploeg tijdens het seizoen 2005-2006 naar de Segunda División B. Ook dit seizoen werd een groot succes met een tweede plaats na de reguliere competitie, maar de promotie kon niet afgedwongen worden.
De speler zelf zette de stap naar de Segunda División A, door voor het seizoen 2006-2007 te tekenen bij streekgenoot Lorca Deportiva.  De ploeg kon zich echter niet handhaven met een eenentwintigste plaats.  Toen ook tijdens het seizoen 2007-2008, met een teleurstellende elfde plaats, de terugkeer naar de zilveren categorie niet kon afgedwongen worden, verliet de speler de ploeg.
Hij tekende voor het seizoen 2008-2009 bij het Catalaanse UE Sant Andreu, een ploeg die na één seizoen terugkeerde naar de Segunda División B.  Hij kende daar twee succesvolle seizoenen met respectievelijk een derde en eerste plaats na de reguliere competitie, maar de ploeg liep tweemaal de promotie mis tijdens de daaropvolgende eindronde.
Na deze twee seizoenen keerde de speler vanaf seizoen 2010-2011 terug naar de Segunda División A, door een contract te tekenen bij het net gepromoveerde Madrileense AD Alcorcón.  Het eerste seizoen werd afgesloten met een verdienstelijke negende plaats en het tweede seizoen werd er met een vierde plaats zelfs de eindronde, die een extra stijger naar het hoogste niveau van het Spaanse voetbal moest aanduiden, afgedwongen.  In deze eindronde werd echter verloren van de latere stijger Real Valladolid.
Voor het seizoen 2012-2013  ondertekende hij een contract bij FC Cartagena, een ploeg die het behoud niet kon waarmaken tijdens het voorgaande seizoen en die tot doel heeft om terug te keren naar de zilveren categorie.  Hij werd een van de basisspelers tot hij uitviel door een blessure.  De voorbereiding van het seizoen 2013-2014 deed hij weer mee, maar toen duidelijk werd dat hij niet volledig fit was, werd zijn contract begin augustus 2013 verbroken door de club.  Hij werd vervangen door Jaime Astrain Aguado, een speler gehuurd van Córdoba CF.